# Filippo Savini
Filippo Savini (Faenza, Emilia-Romaña, 2 de mayo de 1985) es un ciclista profesional italiano que debutó en el año 2007 con el equipo Panaria con el que permaneció hasta el 2012 cuando se denominaba Colnago-CSF Inox, en el 2013 corrió para el equipo continental italiano Ceramica Flaminia-Fondriest hasta mayo.
Su mayor éxito como profesional ha sido la etapa conseguida en la Vuelta a Castilla y León 2011, con final en la Laguna de los Peces, puerto de primera categoría, siendo además la etapa reina de la ronda.

## Palmarés
2008
- 1 etapa del Tour de Langkawi
- 1 etapa del Tour de Turquía

2011
- 1 etapa de la Vuelta a Castilla y León

## Equipos
- Panaria-Navigare (2007)
- CSF Group-Navigare (2008-2009)
- Colnago-CSF Inox (2010-2012)
- Ceramica Flaminia-Fondriest (2013)[1]